# Nordijski savet
Nordijski savet i Nordijski savet ministara je kooperativni forum parlamenata i vlada Nordijskih zemalja. Osnovan je posle Drugog svetskog rata i prve odluke saveta su donete 1952. o zajedničkom tržištu, socijalnom osiguranju i slobodnom kretanju ljudi bez pasoša za građane zemalja članica. Savet ima 87 predstavnika iz Danske, Finske, Ijslanda, Norveške, i Švedske kao i iz autonomnih oblasti Farskih Ostrva, Grinlanda, i Olandskih Ostrva. Predstavnici su članovi parlamenta u svojim zemljama ili područjima i biraju ih parlamenti. Savet održava redovne sednice svake godine u oktobru/novembru i obično jednu dodatnu sesiju godišnje sa specifičnom temom.
Godine 1971, Nordijski savet ministara, međuvladin forum, bio je uspostavljen kao dopuna saveta. Službeni i radni jezici Nordijskog saveta i Nordijskog saveta ministara su danski, norveški i švedski, koji sačinjavaju prvi jezik oko 80% stanovništva regiona i koje preostalih 20% uče kao strani jezik.
Nordijski savet i Nordijski savet ministara učestvuju u raznim formama kooperacije sa susednim oblastima, među kojima su Baltički sabor i Beneluks, kao i Rusija i Šlezvig-Holštajn.

## Članice
Države:
- Danska
- Island
- Norveška
- Finska
- Švedska

Autonomne regije:
- Grenland (Danska)
- Olandska Ostrva (Finska)
- Farska Ostrva (Danska)

Države posmatrači:
- Estonija
- Letonija
- Litvanija

## Organizacija
Nordijski Savet i Nordijski Savet ministara imaju sedište u Kopenhagenu i u drugim gradovima članica, kao i u okolnim zemljama. Savet nema nikakvu samostalnu moć, ali odluke saveta se mogu poslati na nacionalne parlamente na usvajanje. Iako su neke članice u NATO savezu (Danska, Island i Norveška), Finska i Švedska su neutralne, zbog čega Nordijski savet nije uključen u vojne akcije i vojne organizacije.
Danski, norveški i švedski su jezici koji se koriste kao radni jezici u organizaciji.
Nordijski Savet ima cilj uspostavljanja međuparlamentarne saradnje, dok Nordijski Savet ministara, osnovan 1971, ima ulogu međudržavne saradnje.

## Istorija
Tokom 2. svjetskog rata, Danska i Norveška su okupirane od strane nacističke Njemačke, Finska je vodila skupi rat sa Sovjetskim Savezom, dok je Švedska, iako neutralna, osetila efekte rata. Nakon rata, nordijske zemalje su težile ideji osnivanja skandinavske odbrambene unije sa ciljem omogućavanja međusobne odbrane. Međutim Finska, zbog svoje politike o neutralnosti i FCMA sporazuma sa Sovjetskim Savezom, nije se mogla da se pridruži toj ideji. Ideja se ugasila pridruživanjem Danske, Norveške i Islanda NATO-u.
Dalja saradnja ovog veća, kao što je ekonomska carinska unija, takođe nije uspela. Na predlog danskog premijera Hans Hedtofta, 1952. godine je formirano konsultativno međuparlamentarno telo od strane Danske, Islanda, Norveške i Švedske. Na prvoj sednici savjeta ovog tela održanoj u danskom parlamentu 13. februara 1953. godine, za predsednika je izabran njegov predlagač Hans Hedtoft. Nakon smrti Staljina i odmrzavanja osnosa između Finske i Sovjetskog Saveza i Finska se 1955. godine pridružuje veću.
Dana 2. jula 1954. godine formirano je zajedničko tržište rada uz ostvarivanje slobodnog prelaza granica bez pasoša za građane država članica. Nordijska konvencija o socijalnom osiguranju je implementirana 1955. godine a planirano je i jedinstveno tržište, ali je taj plan propao ulaskom Danske, Norveške i Švedske u EFTA-u. Finska je postala pridruženi član EFTA-e 1961. Na osnovu planova koji su postojali 1960-tih da se Nordijsko vijeće razvije po uzoru na Evropsku Ekonomnsku Zajednicu, danski premijer Hilmar Baunsgard je 1968. godine predložio punu ekonomsku saradnju između nordijskih zemalja („Nordek”). Pa iako je isto dogovoreno 1970. godine Finska je odustala od tog plana, zbog čvršće veze sa Sovjetskim Savezom, što je isključivalo formiranje bliske ekonomske veze sa potencijalnim članicama EEZ-a (Danska i Norveška), te je na taj način i ovaj poduhvat propao. Zbog toga su se Danska i Norveška odlučile pristupiti EEZ-u. Danska je postala članica ove organizacije 1973. godine dok je Norveška iste godine na referendumu odbacila predlog o pristupanju EEZ-u. Švedska se ne pridružuje iz razloga svoje neutralne politike. Nakon raspada Sovjetskog Saveza 1991. godine, Nordijsko veće počinje više da sarađuje sa baltičkim državama. Švedska i Finska 1995. postaju članice EU-a dok Norveška po drugi put na referendumu odbacuje predlog o pristupanju. Stanovnici Farskih Ostrva su i dalje u velikom broju protiv članstva u EU, a novije ankete na Islandu pokazuju da Islanđani većinom žele da pristupe Uniji.

## Literatura
- Hilson, Mary. Denmark, Norway, and Sweden: Pan-Scandinavianism and Nationalism. University of Portsmouth. Архивирано из оригинала 2018-04-14. г.
- Pan-Scandinavianism. Reference Points in the 19th Century (1815-1864) Архивирано на веб-сајту  (17. март 2016)' by Mircea-Cristian Ghenghea
- The Helsinki Treaty of 1962 Архивирано 2014-05-30 на сајту  Nicknamed as constitution of the Nordic Countries.
- „Pan-Scandinavianism”. Encyclopedia Britannica. Архивирано из оригинала 7. 2. 2018. г.
- „"Pan-Scandinavianism"”. 29. 9. 2007. Архивирано из оригинала 29. 09. 2007. г. Приступљено 10. 07. 2023... (2007). In Encyclopædia Britannica. Retrieved April 29, 2007, from Encyclopædia Britannica Online.
- „Skandinavism” [Scandinavism]. www.ne.se (на језику: шведски). Nationalencyklopedin. Приступљено 1. 10. 2022.
- „The Literary Scandinavism”. 23. 6. 2007. Архивирано из оригинала 23. 06. 2007. г. Приступљено 10. 07. 2023... Øresundstid, 2003. Retrieved 6 May 2007.
- „Nordism”. nordics.info (на језику: енглески). Aarhus University. Приступљено 31. 8. 2021.
- Bagge, Sverre (2009). Early state formation in Scandinavia. 16. Austrian Academy of Sciences Press. стр. 145. ISBN 978-3-7001-6604-7. JSTOR j.ctt3fgk28.
- Nordisk familjebok (на језику: шведски). Stockholm: Nordisk familjeboks förlags aktiebolag. 1917. стр. 879—882. Приступљено 1. 10. 2022 — преко Project Runeberg.
- J. P. T Bury (3. 1. 1960). The New Cambridge Modern History: Volume 10. ISBN 9780521045483. Архивирано из оригинала 14. 4. 2018. г.
- „The Students”. 13. 8. 2007. Архивирано из оригинала 13. 08. 2007. г. Приступљено 10. 07. 2023... Øresundstid, 2003. Retrieved 6 May 2007.
- „Charles XV”. Encyclopedia Britannica. Архивирано из оригинала 12. 10. 2017. г.
- „About Pan-Scandinavianism. Reference Points in the 19th Century (1815-1864)”. academia.edu. Архивирано из оригинала 17. 3. 2016. г.
- „I am a Scandinavian”. Hans Christian Andersen and Music. Архивирано из оригинала 13. 1. 2009. г. Приступљено 12. 1. 2007.
- Hiden, Johan; Salmon, Patrick (1994) [1991]. The Baltic Nations and Europe (Revised изд.). Harlow, England: Longman. ISBN 978-0-582-25650-7.
- Declaration on Unity and Co-operation by the Republic of Estonia, Republic of Latvia and Republic of Lithuania (PDF). Republic of Estonia, Republic of Latvia, Republic of Lithuania. Council of Baltic States. 1994. Архивирано из оригинала (PDF) 7. 5. 2019. г. Приступљено 2. 6. 2021.
- Misiunas, Romuald J; Bater, James H (25. 5. 2006). „Baltic states”. Encyclopædia Britannica (на језику: енглески) (Online изд.). Архивирано из оригинала 11. 6. 2008. г. Приступљено 2. 6. 2021.
- Ministry for Foreign Affairs of the Republic of Latvia. „Co-operation among the Baltic States”. Republic of Latvia. Архивирано из оригинала 4. 9. 2008. г. Приступљено 2. 6. 2021.
- Republic of Estonia. „Baltic Cooperation”. Ministry of Foreign Affairs. Архивирано из оригинала 6. 5. 2017. г. Приступљено 28. 5. 2018.
- Townsend, Mary Evelyn (септембар 1921). The Baltic States. The Institute of international education.
- European Commission. „CBSS - Council of Baltic Sea States”. knowledge4policy.ec.europa.eu. European Union. Архивирано из оригинала 2. 6. 2021. г. Приступљено 2. 6. 2021. „The Council of the Baltic Sea States is an overall political forum for regional inter-governmental cooperation. The Members of the Council are the eleven states of the Baltic Sea Region as well as the European Commission.”
- Council of the Baltic Sea States. „CBSS - About Us”. Архивирано из оригинала 10. 5. 2021. г. Приступљено 2. 6. 2021.

## Spoljašnje veze
- (језик: енглески) Nordijski Savet - Službene stranice
- (језик: енглески) O Nordijskim zemljama